# SN 2009mp
SN 2009mp – supernowa typu Ia odkryta 17 października 2009 roku w galaktyce A092359+1406. W momencie odkrycia miała maksymalną jasność 21,50m.